# Pseudoarkæologi
Pseudoarkæologi også kendt som alternativ arkæologi, fantastisk arkæologi og kultarkæologi er en fortolkningen af fortiden udført af personer, der ikke er professionelle arkæologer og afviser eller ignorerer den accepterede dataindsamling og analytiske metoder inden for disciplinen. Disse pseudovidenskabelige fortolkninger involverer brugen af genstande, steder og materialer til at skabe videnskabeligt ufuldstændige teorier, der styrker pseudoarkæologens påstande. Metoder kan overdrive beviser, dramatisere eller romantisere konklusioner, bruge fejlagtige argumenter og fabrikere beviser.
Der er ikke en samlet pseudoarkæologisk teori eller metode, men i stedet mange forskellige fortolkningen af fortiden, der sammen er i mod den gængse videnskabelige fortolkning fra fagkundskaben. Disse inkluderer religiøse filosofier som kreationisme eller skabelsesvidenskab, der anvender arkæologi fra historiske perioder, som dem der ville have inkluderet den påståede verdensomspændende syndflod, Noahs ark og babelstårnet. Nogle pseudovidenskabelige teorier omfatter ideen om, at forhistorien og oldtidens menneskelige samfund blev hjulpet på vej i deres udvikling af intelligent udenjordisk liv, en idé der er blevet udbredt af personer som den italienske forfatter Peter Kolosimo, de franske forfattere Louis Pauwels og Jacques Bergier i The Morning of the Magicians (1963), og den schweiziske forfatter Erich von Däniken i Chariots of the Gods? (1968). Andre argumenterer i stedet for at der eksisterede samfund i oldtiden, der var mere teknologisk avancerede, som Atlantis, og denne ide er blevet drevet frem af personer som Graham Hancock i hans bog Fingerprints of the Gods (1995). Pseudoarkæologi er også blevet manifisteret i mayaisme og 2012-fænomenet.
Mange slags alternativ arkæologi er blevet adopteret af religiøse grupper. Ideer som arkæokryptografi og pyarmidologi er blevet udbredt og tilskyndet af religiøse fra britiske israelitter til teosofister. Andre alternative arkæologiske teorier inkluderer dem som er blevet brugt af medlemmer af new age og nyhedenskab-samfundene.
Akademiske arkæologer har ofte kritiseret pseudoarkæologi, og blandt de største kritikere er John R. Cole, der skriver at pseudoarkæologi er karakseret ved at det bygger på "sensationalisme, misbrug af logik og bevis, misforståelse af videnskabelige metoder og interne modsigelser i deres argumenter". Forholdet mellem alternative og akademiske arkæologer er blevet sammenlignet med forholdet mellem intelligent design-teorier og evolutionsbiologi af nogle arkæologer.

#### Bøger
- Card, Jeb J. (2018). Spooky Archaeology: Myth and the Science of the Past. Albuquerque: University of New Mexico Press. ISBN 978-0-8263-5965-0.
- Cazeau, Charles J. (1979). Exploring the Unknown: Great Mysteries Reexamined. New York: Springer. ISBN 0-3064-0210-6.
- Garrett G. Fagan, red. (2006). Archaeological Fantasies: How Pseudoarchaeology Misrepresents the Past and Misleads the Public. Abingdon, UK and New York: Routledge. ISBN 0-4153-0593-4.
- Feder, Kenneth. (2019). Frauds, Myths, and Mysteries: Science and Pseudoscience in Archaeology. Oxford: Oxford University Press.
- Harrold, Francis B. and Raymond A. Eve, red. (1995). Cult Archaeology and Creationism: Understanding Pseudoscientific Beliefs about the Past. Ames: University of Iowa Press. ISBN 0-8774-5513-9.
- Jeremy Sabloff, red. (1982). Frauds, Myths, and Mysteries: Science and Pseudoscience in Archaeology. New York: W.H. Freeman and Company. ISBN 0-7167-1395-0.
- Williams, Stephen. (1991). Fantastic Archaeology: The Wild Side of North American Prehistory. Philadelphia: University of Pennsylvania Press. ISBN 0-8122-1312-2.
- Wallis, Robert J. (2003). Shamans/Neo-Shamans: Ecstasy, Alternative Archaeologies and Contemporary Pagans. London: Routledge.
- Wauchope, Robert. (1962). Lost Tribes & Sunken Continents; Myth and Method in the Study of American Indians. Chicago: University of Chicago Press. ISBN 0-2268-7635-7.
- White, Peter. (1974). The Past is Human. Sydney: Angus & Robertson. ISBN 0-2071-3067-1.

#### Bogkapitler
- Fagan, Garrett G. (2006a). "Preface".  I Garrett G. Fagan (red.). Archaeological Fantasies: How Pseudoarchaeology Misrepresents the Past and Misleads the Public. Abingdon, UK and New York: Routledge. s. xvii-xix.
- Fagan, Garrett G. (2006). "Diagnosing Pseudoarchaeology".  I Garrett G. Fagan (red.). Archaeological Fantasies: How Pseudoarchaeology Misrepresents the Past and Misleads the Public. Abingdon, UK and New York: Routledge. s. 23-46.
- Flemming, Nic (2006). "The Attraction of Non-Rational Archaeological Hypotheses: The Individual and Sociological Factors".  I Garrett G. Fagan (red.). Archaeological Fantasies: How Pseudoarchaeology Misrepresents the Past and Misleads the Public. Abingdon, UK and New York: Routledge. s. 47-70.
- Harrold, Francis B.; Eve, Raymond A. (1987). "Preface". Cult Archaeology & Creationism: Understanding Pseudoarchaeological Beliefs about the Past. Iowa: University of Iowa Press. s. ix-xii.
- Renfrew, Colin (2006). "Foreword".  I Garrett G. Fagan (red.). Archaeological Fantasies: How Pseudoarchaeology Misrepresents the Past and Misleads the Public. Abingdon, UK and New York: Routledge. s. xii-xvi.
- Schadla-Hall, Tim (2004). "The Comforts of Unreason: The importance and relevance of alternative archaeology".  I N. Merriman (red.). Public Archaeology. London: Routledge Press. s. 255–271.
- Sebastion, Tim (2001). "Alternative archaeology: has it happened?". A Permeability of Boundaries?: New Approaches to the Archaeology of Art, Religion and Folklore. British Archaeological Reports. Oxford. s. 125-135.
- Stiebing, William H. Jr. (1987). "The Nature and Dangers of Cult Archaeology". Cult Archaeology & Creationism: Understanding Pseudoarchaeological Beliefs about the Past. Iowa: University of Iowa Press. s. 01-10.
- Williams, S. (1987). "Fantastic archaeology: What should we do about it?". Cult Archaeology & Creationism: Understanding Pseudoarchaeological Beliefs about the Past. Iowa: University of Iowa Press.

#### Videnskabelige artikler
- Cole, John R. (1980). "Cult Archaeology and Unscientific Method and Theory". Advances in Archaeological Method and Theory. 3: 01-33.
- Fagan, Garrett G.; Feder, Kenneth L. (2006). "Crusading against straw men: an alternative view of alternative archaeologies: response to Holtorf". World Archaeology. 38 (4): 718-29. doi:10.1080/00438240600963528. S2CID 162321776.
- Feder, Kenneth (1984). "Irrationality and Popular Archaeology". American Antiquity. 49 (3): 525-541. doi:10.2307/280358. JSTOR 280358. S2CID 163298820.
- Holtorf, Cornelius (2005). "Beyond crusades: how (not) to engage with alternative archaeologies". World Archaeology. 37 (4): 544-551. doi:10.1080/00438240500395813. S2CID 18955023.
- Moshenka, Gabriel (2008). "'The Bible in Stone': Pyramids, Lost Tribes and Alternative Archaeologies". Public Archaeology. 7 (1): 5-16. doi:10.1179/175355307X243672. S2CID 161141006.

#### Populararkæologiske artikler
- Daniel, R. (1977). "The forgotten milestones and blind alleys of the past". Royal Anthropological Society News. 33: 03-06.
- Fagan, Garrett G. (2003). "Seductions of Pseudoarchaeology: Far Out Television". Archaeology. 56 (3).

#### Pseudoarkæologiske bøger
- Hancock, Graham (1995). Fingerprints of the Gods. New York: Doubleday.
- Velikovsky, Immanuel (1950). Worlds in Collision. Garden City, New York: Doubleday.
- Von Däniken, Erich (1968). Chariots of the Gods? Unsolved Mysteries of the Past. New York: Putnam.

| Historie | Spire Denne historieartikel er en spire som bør udbygges. Du er velkommen til at hjælpe Wikipedia ved at udvide den. |